# Stonegrave Minster

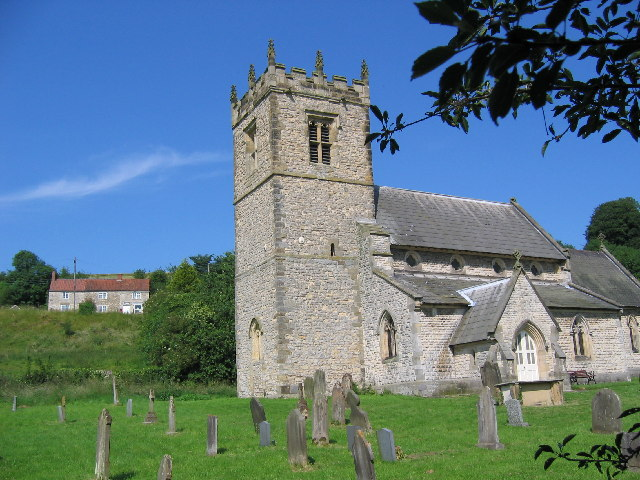
Stonegrave Minster

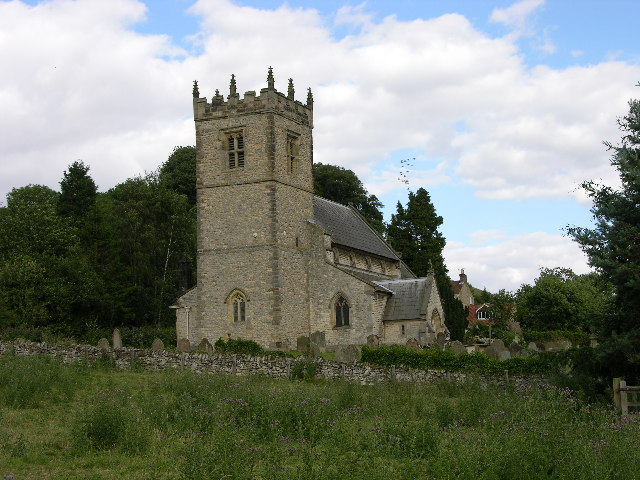
Stonegrave Minster

Das Stonegrave Minster ist eine zu Ehren der Heiligen Dreifaltigkeit (Holy Trinity) geweihte anglikanische Kirche der Church of England in der Diözese York in der Grafschaft (county) North Yorkshire im Nordosten Englands. Im Jahr 1955 wurde der Kirchenbau als Grade-II-Baudenkmal eingestuft.

## Lage
Das Stonegrave Minster liegt beim nur etwa 100 Einwohner zählenden Dorf Stonegrave in den Howardian Hills ungefähr 32 km nördlich der Großstadt York in einer Höhe von ca. 50 m. Die sehenswerten Ruinen der ehemals zisterziensischen Rievaulx Abbey befinden sich nur etwa 13 km nordwestlich.

## Geschichte
Aufgrund schriftlicher Quellen und der Überreste mehrerer aus angelsächsischer Zeit stammenden Steinkreuze, darunter ein Radkreuz, gilt die Existenz einer Kirche bereits vom 8. bis 10. Jahrhundert als gesichert. Um die Mitte des 12. Jahrhunderts wurde unter normannischer Herrschaft eine neue Kirche errichtet, deren obere Teile jedoch im 15. Jahrhundert erneuert wurden. Im 16./17. Jahrhundert verlor die Kirche auf dem Hintergrund der in weiten Teilen des Landes sich ausbreitenden puritanischen Ideologie einen Großteil ihrer Ausstattung. In den Jahren 1862/63 wurde der Bau grundlegend restauriert und überarbeitet; hierbei wurden die ornamentierten Reste der Steinkreuze entdeckt, welche in die Fundamente eingearbeitet waren.

## Architektur
Dominierender Bauteil ist der portallose Westturm mit seinem durch exakt behauene Ecksteine stabilisierten und nur grob behauenen  Mauerwerk; die zinnenbekrönte Balustrade ist später hinzugefügt worden. Das dreischiffige Langhaus der Kirche geht über in einen nur einschiffigen Chor mit flachem Abschluss. Das Mittelschiff ist von schrägen hölzernen Flachdecken über ebenfalls hölzernen Schwibbögen bedeckt; die Seitenschiffe sind flachgedeckt. Der Chor hat ebenfalls eine Holzdecke.

## Ausstattung
In der Kirche sind die ins 10. Jahrhundert datierten Reste der von Flechtbandmustern etc. bedeckten Steinkreuze ausgestellt. Zwei Wandgräber mit Liegefiguren von Adligen stammen aus dem 13./14. Jahrhundert.

## Sonstiges
Auf dem umgebenden Friedhof befinden sich zahlreiche historische Grabsteine.